# Recurvirostra novaehollandiae
Recurvirostra novaehollandiae е вид птица от семейство Recurvirostridae.

## Разпространение
Видът е разпространен в Австралия.